# Scyphostachys coffeoides
Scyphostachys coffeoides là một loài thực vật có hoa trong họ Thiến thảo. Loài này được Thwaites miêu tả khoa học đầu tiên năm 1859.